# Коимбрский курс
Коимбрский курс  (лат. Cursus Conimbricensis, или Conimbricenses) — комментарии к различным сочинениям Аристотеля, созданные профессорами-иезуитами коллегии искусств Коимбрского университета в португальском городе Коимбра, служившие университетскими учебниками для студентов. Вдохновителем курса выступил Педру да Фонсека. Комментарии были опубликованы в Коимбре и Лиссабоне с 1592 по 1606 год под названием Комментарии Коимбрской коллегии Общества Иисуса (Commentarii collegii conimbricencis societatis Jesu). Коимбрский курс выдержал 12 изданий в различных странах, повлиял на систему университетского образования и заложил основу для философских открытий Нового времени.

## История
Возникновение Коимрбского курса восходит к 1542 году, когда первые иезуиты прибыли в город Коимбра, чтобы исполнять миссию среди студентов. В 1555 году король Жуан III передал Королевский колледж искусств, основанный им в Коимбре в 1547 году, провинциальному Обществу Иисуса, чтобы иезуиты могли преподавать и присваивать степени. При этом цель короля заключалась в разрешении кризиса, затронувшего магистров колледжа, которых обвиняли в том, что они симпатизируют идеям Эразма Роттердамского. Таким образом, король стремился предотвратить дальнейшие идеологические конфликты, в которых участвовали учителя, которых он пригласил в Королевский колледж.
Учебная программа колледжа была разделена на два уровня: гуманитарный и философский, которые готовили студентов к изучению теологии. Студенты, участвовавшие в философской программе, изучали и комментировали в основном книги Аристотеля по логике, физике, метафизике, этике и душе около четырех лет.
По поручению генерала Общества Иисуса Клаудио Аквавива иезуит Педру да Фонсека («португальский Аристотель») руководил редакцией текстов курса.
В составлении Коимбрского курса приняли участие португальские иезуиты Мануэль де Гоиш (1543-1597), Себаштиан де Коуту (1567-1639), Кошме де Магальяйнш (1551-1624), Бальтазар Альвареш (1560-1630).
Мануэль де Гоиш написал комментарий к Физике (Коимбра, 1592), Метеорологии (Лиссабон, 1593), Малым сочинениям о природе (Лиссабон, 1593), Этике (Лиссабон, 1593), О небе (Лиссабон, 1593), О возникновении и уничтожении (Коимбра, 1597) и О душе (Коимбра, 1598).
Себаштиан де Коуту, занявший второе место по значимости после Гоиша, составил комментарий к объемному фолианту Диалектики (Коимбра, 1606).
Бальтазар Альвареш занимает третье место среди составителей курса. Он написал приложение к сочинению О душе, озаглавленный «Трактат об отделенной душе».
Уроженец Браги Кошмэ де Магальяйнш, который был редактором трактата О душе,  добавил к нему приложение под названием «Трактат о некоторых проблемах, касающихся пяти чувств».
Единственное исключение Коимбрского курса состояло в отсутствии комментария к трактату «Метафизики» Аристотеля, которое восполнил Педру да Фонсека в своём четырёхтомном «Комментарии к книгам Метафизики Аристотеля Стагирита».
У ученика иезуитского коллегиума Ла Флеша Петра Могилы, основавшего крупнейший центр науки и образования в Восточной Европе Киево-Могилянскую академию, заметно определенное влияние иезуитов Коимбры. Такое же влияние наблюдается и у двух братьев Иоанникия и Софрония Лихудов, которые основали Славяно-греко-латинскую академию в Москве между 1685 и 1694 годами, использовавшие в своих книгах Коимбрский курс.

## Содержание курса

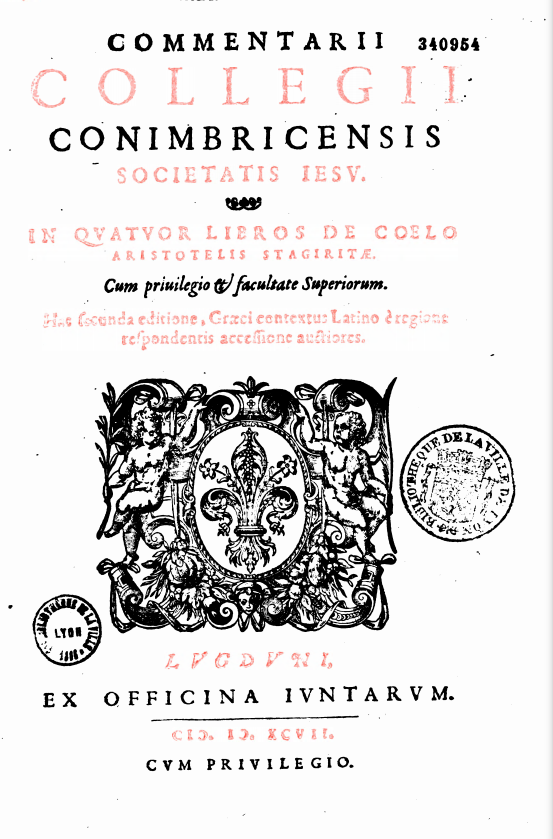
«Комментарии Коимбрской коллегии Общества Иисуса», 1597

1. Commentarii Collegii Conimbricenses Societatis Jesu, in octo libros Physicorum Aristotelis Stagyritae (Coimbra, 1592).
2. Commentarii Collegii Conimbricenses Societatis Jesu, in quattuor libros de Coelo Aristotelis Stagyritae (Lisbon, 1593).
3. Commentarii Collegii Conimbricensis Societatis Jesu in libros Meteororum Aristotelis Stagyritae (Lisbon, 1593).
4. Commentarii Collegii Conimbricensis Societatis Jesu in libros Aristotelis qui Parva naturalia appelantur (Lisbon, 1593).
5. Commentarii Collegii Conimbricensis Societatis Jesu in libros Ethicorum Aristotelis ad Nichomachum aliquot Cursus Conimbricensis disputationes in quibus praecipua quaedam Ethicae disciplinae capita continentur (Coimbra, 1595).
6. Commentarii Collegii Conimbricensis Societatis Jesu in duos libros Aristotelis De generatione et corruptione (Coimbra, 1597).
7. Commentarii Collegii Conimbricensis Societatis Jesu in tres libros De Anima Aristotelis Stagyritæ. De Anima Separata. Tractatio aliquot problematum ad quinque Sensus Spectantium (Coímbra, 1598).
8. Commentarii Collegii Conimbricensis Societatis Jesu in universam dialecticam nunc primum (Coimbra, 1606)[5].

Восемь частей составили пять томов, получивших широкое распространение в различных странах. Самые известные издания были в Лионе, Лиссабоне и Кельне. Комментарии написаны на латыни и дополнены исчерпывающим обсуждением аристотелевской системы.

## Альтернативные курсы

### Cursus Complutensis и Cursus Salmanticensis
Два других известных курса — «Cursus Complutensis» и «Cursus Salmanticensis» — составленные, соответственно, в Университете города Алкала́ де Энарес и в Саламанкском университете. Cursus Complutensis (Colegii Complutensis Discalceatorum Fratrum Ordinis B. Mariae de Monte Carmeli) и Cursus Salmanticensis (Collegii Salmanticensis FF. Discalceatorum B. Mariae de Monte Carmeli Primitivae Observantiae) были созданы в монашеском ордене кармелитов в отличие от Коимбрского курса, написанного в монашеском ордене Общества Иисуса.

### Поддельные издания
Два тома Collegii Conimbricensis Societatis Iesu Commentarii doctissimi In Universam Logicam Aristotelis (известная как Logica Furtiva), опубликованные издательством Froeben, являлись поддельным изданием аутентичного тома по логике, относящегося к Коимбрскому иезуитскому аристотелевскому курсу, в 1604 году, то есть за два года до публикации подлинного тома Диалектики Себаштиана де Коуту.

### Обновленные издания
- Антониу Кордейру (1641-1722). Cursus Philosophicus Conimbricensis (1714).
- Григорио Баретто (1669-1729). Nova logica Conimbricensis (1711).